# Dalešice (Neveklov)
Dalešice (Duits: Dalleschitz of Dalleschitz an der Moldau) is een Tsjechische plaats in de gemeente Neveklov, regio Midden-Bohemen, en maakt deel uit van het district Benešov. Het dorp ligt op 5,5 kilometer afstand van Neveklov.
Dalešice telt 68 inwoners (2021).

## Geografie
Dalešice ligt in de buurt van de rivier de Moldau.

## Geschiedenis
De eerste schriftelijke vermelding van het dorp dateert van 1388.
Tijdens de Tweede Wereldoorlog was het dorp onderdeel van het SS-oefenterrein Benešov. Hierdoor moesten de inwoners op 15 september 1942 hun huizen noodgedwongen verlaten. Sinds 1945 is Dalešice volledig ondergebracht bij het district Benešov.

## Verkeer en vervoer

### Autowegen
Er leidt een regionale weg naar het dorp.

### Spoorlijnen
Er is geen station in Dalešice. Het dichtstbijzijnde station is in Bystřice, op zo'n negentien kilometer afstand. Dat station ligt aan spoorlijn 220 van Praag naar Tábor.

### Buslijnen
Er zijn twee bushaltes in/bij het dorp:
| Halte                       | Lijn(en) | Traject(en)                               | Vervoerder(s)            |
| --------------------------- | -------- | ----------------------------------------- | ------------------------ |
| Neveklov, Dalešice          | 332 753  | Neveklov - Budějovická Neveklov - Benešov | Arriva City CŠAD Benešov |
| Neveklov, Dalešice, Rozchod | 332 753  | Neveklov - Budějovická Neveklov - Benešov | Arriva City CŠAD Benešov |

## Galerij

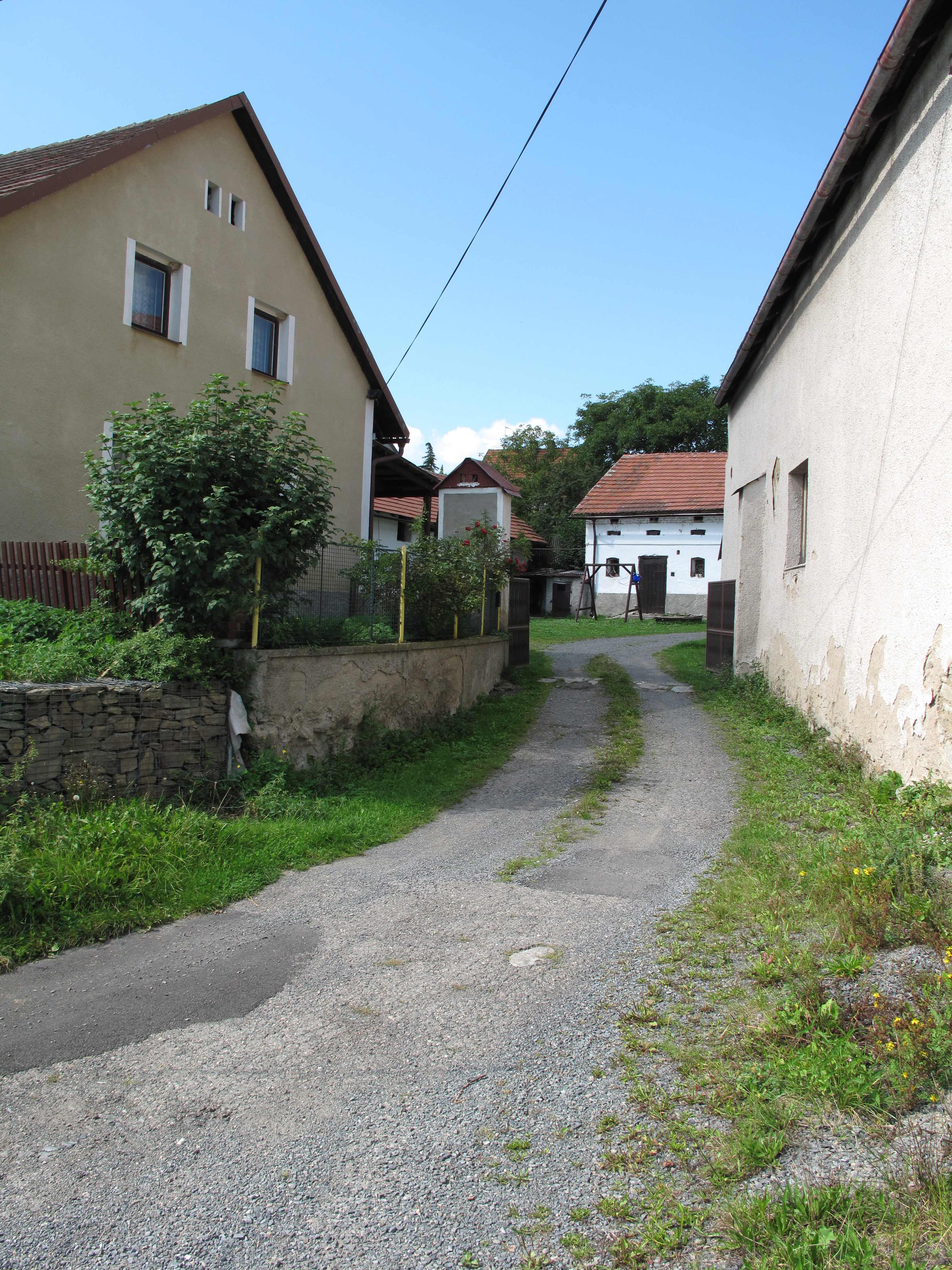
Straat in het dorp (2014)
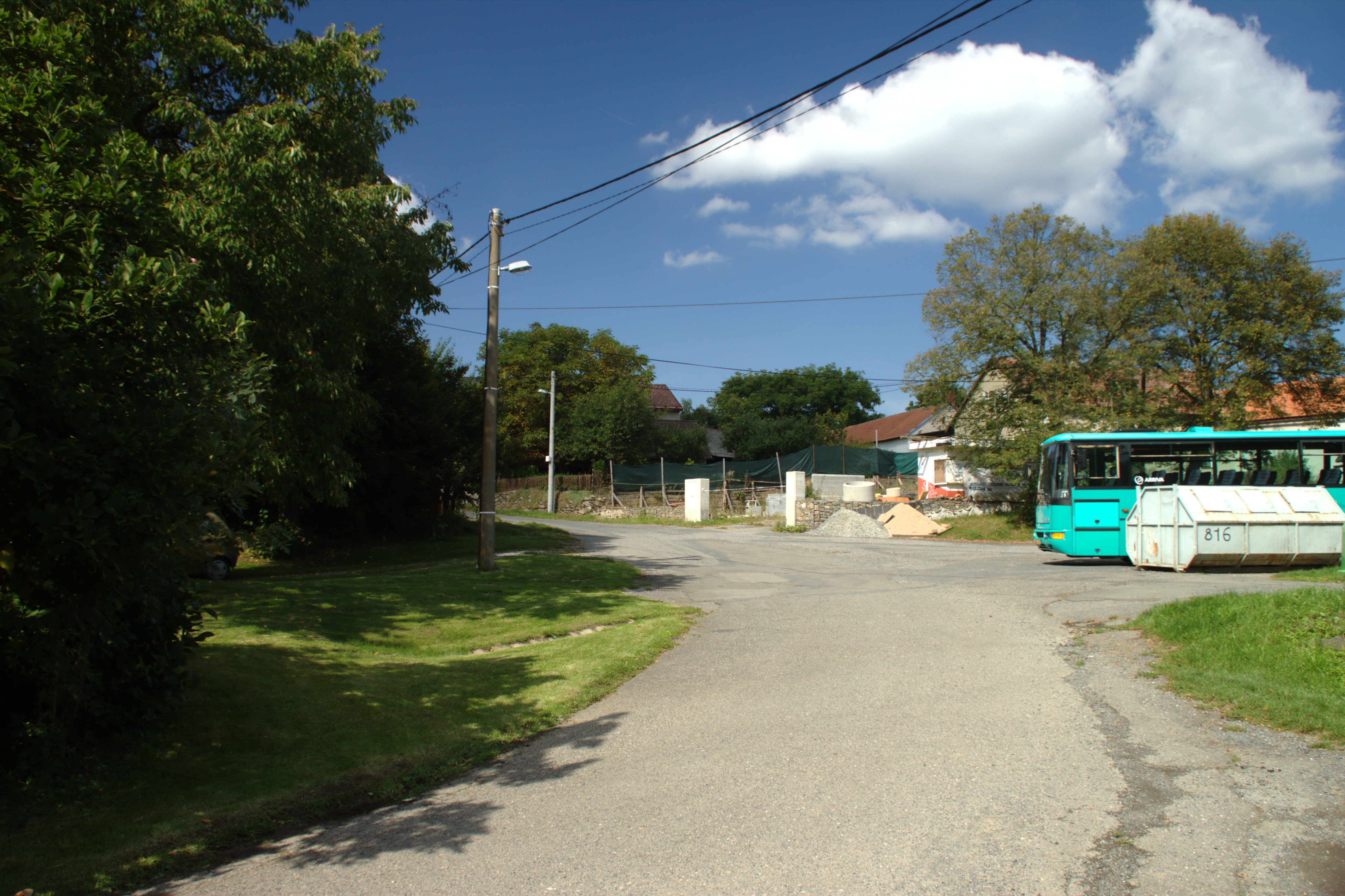
Bus van Arriva in het dorp (2014)
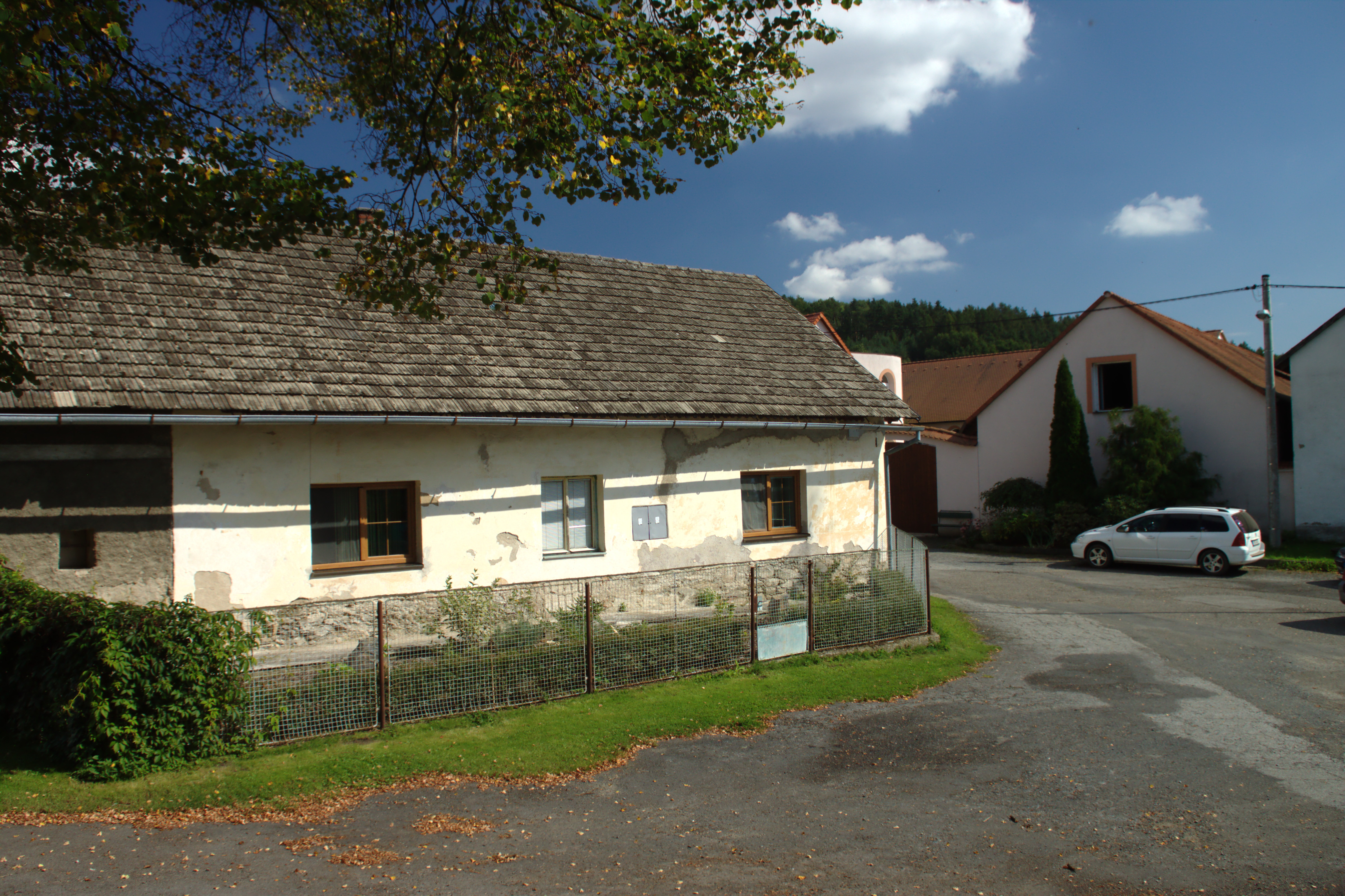
Huizen in het dorp (2014)
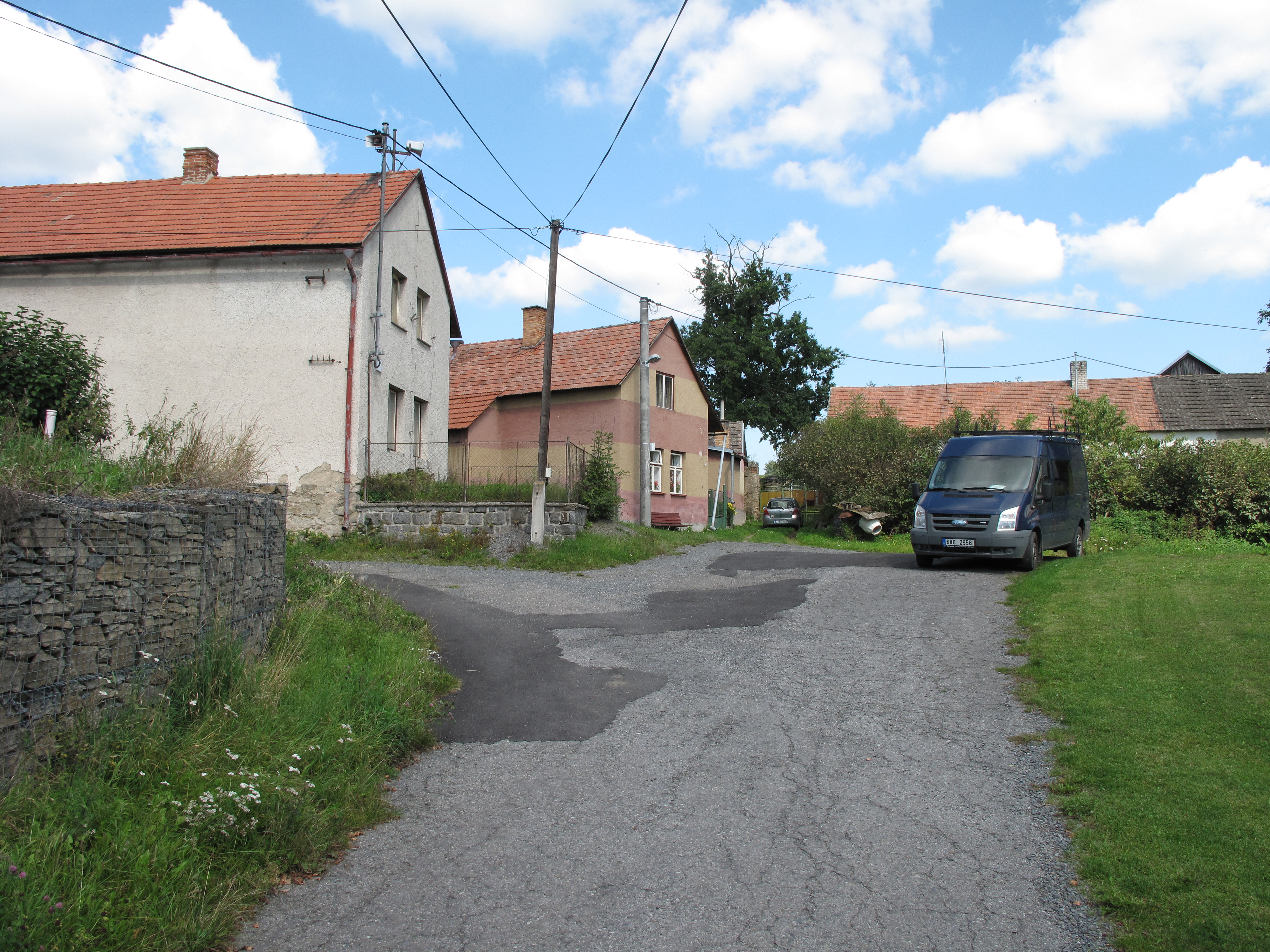
Heuvelachtige straat (2014)